# Chiesa di Santa Maria del Popolo (Surbo)
La chiesa di Santa Maria del Popolo a Surbo è un edificio religioso che risale presumibilmente al XII - XIII secolo, costruito con molta probabilità riutilizzando un piccolo impianto più antico. Si può riconoscere il resto dell'impianto antico negli archetti orientaleggianti vicino alla porta di ingresso laterale, mentre la chiesa romanica si riconosce nella centinatura ad archetti della facciata che continua poi per un tratto sia sul lato destro che sul sinistro. 
Nel corso dei secoli la chiesa ha avuto numerose aggiunte e modifiche. Oggi è formata da una navata centrale, con braccio trasversale che le conferisce la forma di croce latina. Sia nella parte posteriore del transetto che nel lato sinistro del braccio trasversale della croce sono visibili le caditoie o “petrere”. Questi elementi difensivi, in genere posti in corrispondenza di porte e finestre, furono “accessori” comuni per molti edifici, anche religiosi, dalla fine del Quattrocento fino al Settecento.

## Elementi architettonici
Il portale principale della chiesa, rifatto nel XVI secolo è fiancheggiato da due colonne circondate da una decorazione floreale; le colonne sorreggono una lunetta ad arco con al centro la Madonna circondata da figure che recano in mano dei ceri; lo schema decorativo lo fa attribuire allo scultore e architetto leccese Gabriele Riccardi.
La facciata della chiesa sul lato destro ha la decorazione con gli archetti interrotta dalla torretta dell'orologio, che fu costruita “PUBBLICI COMMODITATIS”, cioè per l'utilità della comunità, nel 1586. La torretta è sormontata da due figure di “servi battitori”.
Attualmente nella chiesa Santa Maria del Popolo ci sono tredici altari, compreso l'altare maggiore.

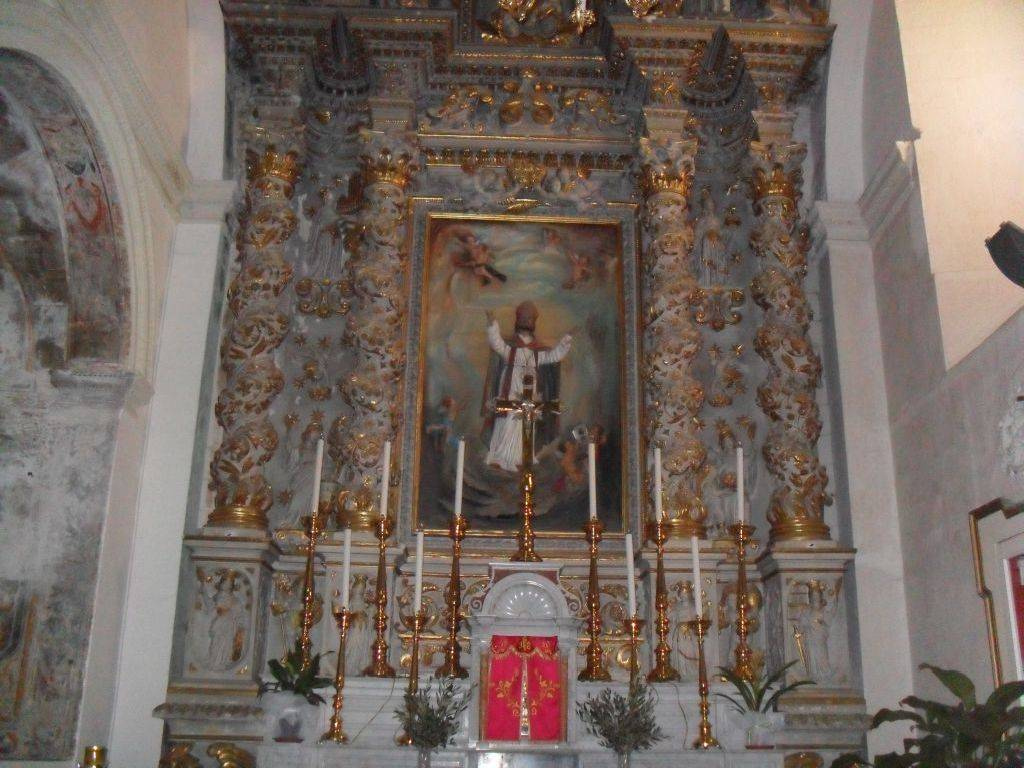
Santissimo - Santa Maria del popolo

L'altare di San Francesco d'Assisi ha una tela di grandi dimensioni dipinta da Donato Antonio D'Orlando. L'altare di Sant'Antonio di Padova è di stile barocco. Il cappellone di sant'Oronzo, (detto anche altare del Santissimo), fu edificato nella seconda metà del XVII secolo; l'altare barocco è opera di Ambrogio Martinelli da Copertino. In questa cappella i Pepe, baroni di Surbo, fecero costruire il loro sepolcro. Sul lato sinistro dell'altare dedicato a Sant'Oronzo, si può vedere ciò che è rimasto della cappella del Presepe (risalente alla fine del 1500). L'altare dell'Assunta, ha una grande tela che raffigura la Madonna, di autore ignoto. Sull'altare di San Domenico di Guzman c'è una tela opera di Donato Antonio D'Orlando. L'altare della Natività di Cristo, settecentesco, ha una tela con la raffigurazione dell’Adorazione dei pastori. L'altare della Madonna del Carmine ha una tela attribuita a Donato Antonio D'Orlando. L'altare maggiore, che ha subito più vistosi rifacimenti nel corso dei secoli, ha la mensa originale risalente al Seicento; dietro in alto, è posta la statua in pietra della Beata Vergine Maria con Gesù bambino, che risale anch'essa ai primi anni del Seicento. Sotto la statua vi è la tela della seconda metà del XVII secolo raffigurante Sant'Oronzo, della scuola di Giovanni Andrea Coppola. L'altare di San Carlo Borromeo ha una tela di Giovanni Domenico Catalano. L'altare del SS.mo Crocifisso, ha la statua in legno del Crocifisso attribuita a Vespasiano Genoino, mentre il Cristo morto ospitato nella parte inferiore dell'altare è di Diego Villeros. L'altare della Natività della Vergine, detto anche di Sant'Anna ha una grande tela del Seicento recentemente attribuita ad Oronzo Tiso. L'altare dell'Immacolata Concezione ha una grande tela attribuita a Donato Antonio D'Orlando. L'altare di Santa Lucia, ha un dipinto di don Oreste Paladini. Vicino a quest'ultimo altare c'è il fonte battesimale risalente al Seicento.
La chiesa ospita anche diverse statue, alcune in pietra, altre in cartapesta; queste ultime sono del Caretta, del Manzo, del Guacci, ecc.
Nel 1988 la Sovrintendenza per i Beni Ambientali, Architettonici, Artistici e Storici ha fatto restaurare e ripulire la chiesa da orpelli poco in tono con lo stile barocco.